# Гимназија Рашка
Гимназија Рашка је средња школа у Рашкој, у улици Омладински центар бб. Отворена је 1963. године.

## Историјат
Основана је Решењем Народног одбора општине Рашка од 5. фебруара 1963. године. До 1978. године постојала је као самостална установа, да би се те године укључила у састав Мешовитог образовног центра за усмерено образовање и васпитање. Године 1983. он је трансформисан у Образовни центар „25. мај”. До нове промене је дошло 1990. године и она је 8. априла 1991. године озваничена уписом у регистар Општинског привредног суда у Краљеву. Гимназија је од тада самостална установа која уписује ученике на друштвено-језички и природно-математички смер.

## Школа данас
Школа има 338 ученика од првог до четвртог разреда. Настава се изводи на српском језику, а од страних заступљени су енглески, немачки, француски и руски.
Школа има кабинете за природне науке, две рачунарске учионице и библиотеку са преко 9000 књига.
У појединим школским годинама уписивана су и одељења ученика са посебним способностима за рачунарство и информатику и за физику.